# Politechnitsjeskaja (metrostation)
Politechnitsjeskaja (Russisch: Политехническая) is een station van de metro van Sint-Petersburg. Het station maakt deel uit van de Kirovsko-Vyborgskaja-lijn en werd geopend op 31 december 1975. Het metrostation bevindt zich in het noorden van de stad en dankt zijn naam aan de nabijheid van de Polytechnische Staatsuniversiteit van Sint-Petersburg.
Het station ligt 65 meter onder de oppervlakte en beschikt over een perronhal met een gewelfd plafond. Het bovengrondse toegangsgebouw bevindt zich aan de Politechnitsjeskaja oelitsa, naast de Maria-Voorbede-kerk. In de perronhal is warme oranje verlichting aangebracht.
Devjatkino  · 
Grazjdanski prospekt · 
Akademitsjeskaja · 
Politechnitsjeskaja · 
Plosjtsjad Moezjestva · 
Lesnaja · 
Vyborgskaja · 
Plosjtsjad Lenina  · 
Tsjernysjevskaja · 
Plosjtsjad Vosstanieja    · 
Vladimirskaja  · 
Poesjkinskaja  · 
Technologitsjeski institoet  · 
Baltiejskaja  · 
Narvskaja · 
Kirovski zavod · 
Avtovo · 
Leninski prospekt · 
Prospekt Veteranov